# Volvo Viking
De Volvo Viking, oftewel de L385-, L485- en de N86-serie, is een serie middelzware vrachtauto's, geproduceerd door de Zweedse autofabrikant Volvo tussen 1953 en 1973.

## L385 en L485
In 1953 introduceerde Volvo de L385 Viking met een laadvermogen vanaf 8 ton. De wagen is zeer vergelijkbaar met de grotere Titan. Het eerste jaar kreeg de Viking dezelfde VDC-motor als zijn voorganger, de Rondneus, maar werd al snel voorzien van de nieuwe D67-motor.
Vanaf 1959 was de verbeterde L485 Viking leverbaar. Deze wagen had onder meer een verstevigd chassis. Een turbodiesel is beschikbaar vanaf 1961. De L4851 Viking Tiptop, een frontstuur-model met kantelbare cabine, werd geïntroduceerd in 1964.

## N86
In 1965 is het model omgedoopt tot N86. Deze update behelsde onder andere een nieuwe motor, een nieuwe acht-versnellingsbak en een algemene actualisering van het grootste deel van de onderdelen. De carrosserie veranderde niet veel.

## Motoren
| Model        | Jaar        | Motor                               | Cilinderinhoud | Vermogen     | Brandstofsysteem |
| ------------ | ----------- | ----------------------------------- | -------------- | ------------ | ---------------- |
| L385         | 1953 - 1954 | VDC: zescilinder kopklep lijnmotor  | 6126 cm³       | 100 pk       | Dieselmotor      |
| L385 en L485 | 1955 - 1965 | D67: zescilinder kopklep lijnmotor  | 6724 cm³       | 115 - 125 pk | Dieselmotor      |
| L485         | 1961 - 1965 | TD67: zescilinder kopklep lijnmotor | 6724 cm³       | 150 pk       | Turbodiesel      |
| N86          | 1965 - 1973 | D70: zescilinder kopklep lijnmotor  | 6724 cm³       | 144 - 150 pk | Dieselmotor      |
| N86          | 1965-73     | TD70: zescilinder kopklep lijnmotor | 6724 cm³       | 185 - 210 pk | Turbodiesel      |